# 輕米町
輕米町（日语：／ Karumai machi */?）是位於日本岩手縣北部的町，隸屬於九戶郡。轄區被北上山地的丘陵包圍，雪谷川流經城鎮中心並往北流，當地人口則多集中在大字輕米地區。輕米町在對外就業多依賴西邊的二戶市，近年來在經濟活動方面與青森縣八戶市的聯繫變得相當密切。輕米町也是排球少年！！的作者古館春一的家鄉。

## 地理
輕米町境內約80%的土地被山林和原野覆蓋。東邊隔著久慈平岳與洋野町接壤，西邊則以折爪岳與二戶市相鄰，轄區周圍則被海拔550至850公尺，屬於北上山地北端的丘陵地帶包圍。境內的聚落與田地則分佈在海拔200至300公尺的地區。發源於九戶村的雪谷川流經町內的中心地區，在青森縣的邊界與瀨月内川匯流並注入太平洋。

### 氣候
當地整體氣候較為涼冷，夏季時常會受到日照不足與持續多天的毛毛雨影響。根據統計，1989年至2018年輕米町的年均溫為9.3℃，年均降雨量則為1053毫米。

## 歷史
輕米町自繩紋時代便有人類居住，境內的長倉Ⅰ遺跡曾出土大量的石器與土器等文物。奈良時代至平安時代，日本北方的蝦夷在此定居並展開農耕生活，使當地開始盛行栽種耐旱作物與飼養馬匹。而在同個時代，當地的豪族宇漢米氏被認為是「輕米」此一地名的由來之一。鎌倉時代至室町時代，輕米地區先後受到北條氏、結城氏與南部氏的統治。安土桃山時代，當地的豪族輕米氏、高家氏、晴山氏等氏族在天正19 年（1591年）的九戶政實之亂中滅亡。
慶長9年（1610年），輕米地區由南部氏的家臣北九兵衛治理。寛文4 年（1664年）八戶藩從南部藩分離後，當地變成八戶藩的領地，並且由輕米代官所管轄。明治5年（1872年），輕米地區由岩手縣管轄。明治 21年（1888年）年，日本在當地實施町村制，並設置輕米村、小輕米村與晴山村。大正 14年 (1925年) ，輕米村改制為輕米町。昭和30年（1955年）1月，輕米町、晴山村與小輕米村合併成現今的輕米町。

## 行政
現任町長山本賢一於2023年1月在選舉中第5次成功連任，其任期將持續至2027年2月。

## 經濟
根據日本2015年的國勢調查統計，輕米町的就業人口中有27.4%從事第一級產業，27.3%的就業人口從事第二級產業，其餘的45.3%則從事第三級産業。當地的農業以生產稻米、蔬菜、畜產與非食用農作物等農產品為主。

## 教育
輕米町内共有3所小學校、1所中學校與1所高等學校。根據2022年4月的統計，境內的小學校學生總人數為304名，中學校共有178名學生，而高等學校則有129名學生。

## 交通
國道340號、國道395號與八戶自動車道通過輕米町，其中八戶自動車道在境內設置輕米交流道。境內沒有鐵路通過，距離當地最近的車站為東日本旅客鐵道的二戶車站。

## 姐妹城市
輕米町與以下日本城市為友好姐妹城市:
| 城市   | 都道府縣 | 締結日期       |
| ------ | -------- | -------------- |
| 音更町 | 北海道   | 1985年10月31日 |